# Żywność funkcjonalna

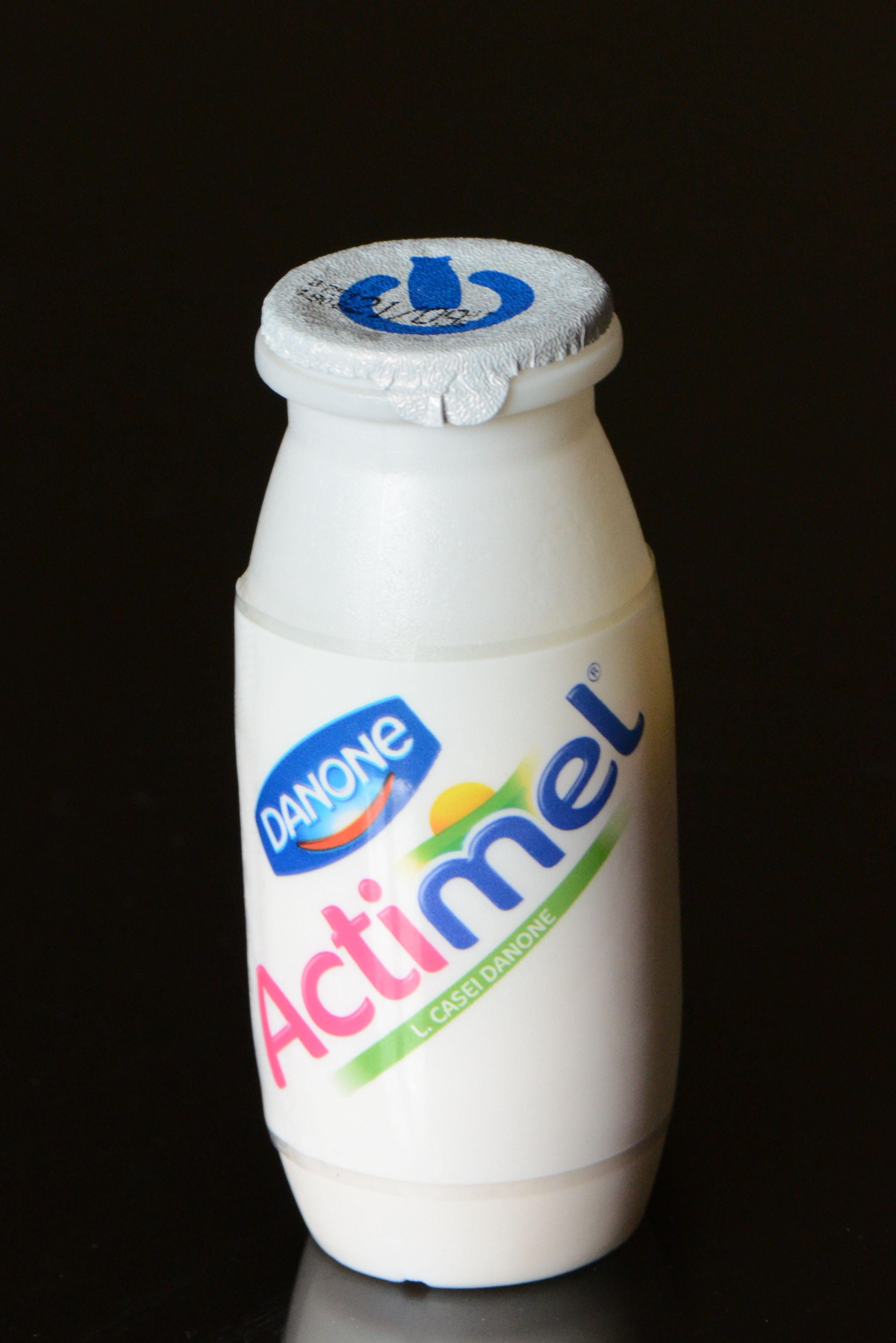
Actimel firmy Danone, probiotyczne mleko fermentowane

Żywność funkcjonalna – żywność, która wykazuje udokumentowany pozytywny wpływ na organizm człowieka ponad ten, który wynika z efektu odżywczego zawartych w niej składników odżywczych uznawanych za niezbędne. Działanie żywności funkcjonalnej polega na poprawie zdrowia, samopoczucia i/lub zmniejszeniu ryzyka zachorowania. Musi ona przypominać żywność konwencjonalną i wywierać działanie w ilościach, które można oczekiwać, że będą normalnie spożywane w prawidłowej diecie. Jest jednym z rodzajów tzw. nowej żywności.
Działanie żywności funkcjonalnej skupia się najczęściej na poprawie wydolności fizycznej i umysłowej, poprawie odporności, regulacji apetytu, usprawnieniu pracy jelit, zmniejszaniu ryzyka takich chorób jak otyłość, cukrzyca, choroby nowotworowe, choroby układu krążenia, osteoporoza.
Do grupy produktów spełniające kryteria żywności funkcjonalnej można zaliczyć produkty wzbogacone o:
- nienasycone kwasy tłuszczowe z rodziny n-3
- substancje fitochemiczne, np. stanole, sterole
- błonnik pokarmowy
- cholinę i lecytynę
- witaminy i składniki mineralne
- probiotyki i prebiotyki[4][5]
- naturalne przeciwutleniacze[3]
- kofeinę, taurynę, inozytol[3]

Według Europejskiego Konsensusu Naukowej Koncepcji Żywności Funkcjonalnej żywność taka oprócz naturalnych składników ma zawierać zwiększone stężenie substancji aktywnej, która naturalnie w danym produkcie żywnościowym nie występuje lub występuje w niewielkiej ilości. Jednak niektórzy autorzy publikacji na podstawie szczególnej wartości prozdrowotnej zaliczają do żywności funkcjonalnej także niektóre rodzaje żywności naturalnej niespełniające powyższego warunku, jak tłuste ryby, owoce morza, zieloną herbatę, a nawet mleko.
Pojęcie żywności funkcjonalnej nie jest zatem ostre, spotyka się też różne jej klasyfikacje. Ze względu na specyficzny skład można przykładowo ją podzielić na żywność:
- wzbogaconą
- niskoenergetyczną
- wysokobłonnikową
- probiotyczną
- energetyzującą
- o obniżonej zawartości sodu, cholesterolu itd.

Ze względu na zaspokajanie specyficznych potrzeb można przykładowo ją podzielić na żywność:
- zmniejszającą ryzyko chorób układu krążenia, nowotworów, osteoporozy itd.
- hamującą procesy starzenia
- dla osób obciążonych stresem
- dla sportowców
- dla kobiet w ciąży i karmiących
- dla osób w podeszłym wieku
- dla młodzieży w fazie intensywnego wzrostu.

Bioaktywne wyizolowane lub skoncentrowane substancje, którym nadano postać preparatów farmaceutycznych nazywane są nutraceutykami. Nie są one jednak lekami, można je wykorzystać do produkcji żywności funkcjonalnej lub suplementów.
Z żywnością funkcjonalną mogą być czasem związane także pewne zagrożenia natury żywieniowej (efekt przeczyszczający, obniżenie przyswajalności niektórych składników odżywczych) oraz higieniczno-zdrowotnej (wywołanie nadwrażliwości pokarmowych, niekorzystne interakcje dodatków z innymi składnikami żywności, zanieczyszczenia).
Należy odróżnić termin żywność funkcjonalna od terminu dodatki funkcjonalne, który dotyczy substancji stosowanych w procesie produkcji, wpływających na polepszenie cech technologicznych i trwałości produktu
Idea żywności funkcjonalnej ma związek z filozoficzną tradycją Wschodu, w której nie dokonuje się wyraźnego rozróżnienia między pożywieniem a lekarstwem. Rozwój żywności funkcjonalnej zapoczątkowała Japonia, gdzie w połowie lat 80. XX wieku przeprowadzano badania, a następnie po kilku latach wprowadzono odpowiednie regulacje prawne i zaczęto produkować tego rodzaju żywność w skali przemysłowej.